# Fuchsia glazioviana
Fuchsia glazioviana là một loài thực vật có hoa trong họ Anh thảo chiều. Loài này được Taub. mô tả khoa học đầu tiên năm 1892.